# Даблби
«Даблби» — культовая российская сеть specialty кофеен, на сегодняшний день сеть насчитывает более 60 точек и 4 дочерних проекта: суббренд take away формата «Даблби Экспресс», «Даблби Вайт» - альтернативный формат классической кофейни с автоматизированной кофе машиной Eversys, инновационный вендинг с напитками specialty уровня, ресторан Viva х Adventura на Покровке.
Была основана в Москве в 2012 году Анной Цфасман, Ольгой Мелик-Каракозовой, Ольгой Бабковой, Глебом Смирновым и Сергеем Дашковым. В 2015 году по франшизе открылась первая зарубежная кофейня «Даблби», а выручка к 2019 году уже превысила ₽1 000 000 000. Популярность вокруг сети ещё возросла в 2019 году в результате скандального ухода Анны Цфасман с поста генерального директора.

## История

#### 2011—2018 гг.: работа в убыток, открытие франшизы за пределами России
В 2011 году Анна Цфасман, Ольга Мелик-Каракозова и Ольга Бабкова приняли решение уйти из состава команды сети кофеен «Кофеин», согласно заявлениям Анны, по причине того, что сеть перестала заниматься реализацией качественного продукта. В дальнейшем знакомый Мелик-Каракозовой Глеб Смирнов, владелец фабрики Ahmad Tea, и Сергей Дашков, её совладелец, инвестировали $1 000 000 в проект, решение об организации которого было принято Анной и обеими Ольгами. В итоге инвесторы получили 75% созданного для кофейного бизнеса ООО «СДС-Торг», Цфасман же получила 9%, а оставшиеся 16% были поделены поровну между Мелик-Каракозовой и Бабковой.
Уже в 2012 году была основана сеть кофеен «Даблби», когда в Москве состоялось открытие первой точки сети. Выбранное наименование организации отсылает к словосочетанию «бабушка Бэтмен», которое использовалось дочью Цфасман по отношению к её бабушке. Помимо названия отсылка есть и в логотипе «Даблби»: над названием располагается бабушкин платок.
Изначально в ассортименте «Даблби» кроме приготовленных напитков были кофе и чай в упаковках, однако в связи с убыточностью концепции она была пересмотрена и изменена на формат монокофейни. Это привело к недовольству Ольги Мелик-Каракозовой, которая в июне 2014 года покинула проект. На момент ухода Ольга являлась бренд-бариста и обжарщиком компании.
В первый год работы «обновлённой» «Даблби» уже появились люди, готовые приобрести франшизу сети. Несмотря на это, 2012-й и 2013-й гг. компания работала себе в убыток: за 2012 год убыток кофеен составил ₽3 260 000, а в 2013-м — уже ₽12 700 000. Тем не менее уже в 2015 году состоялось открытие франшизы за рубежом — в Праге.

#### 2018—н.в.: уход Цфасман, изменение концепции и состава руководства
Конец 2018 года выделился заявлениями франчайзи из ряда стран о том, что, вопреки договору, Цфасман брала часть выплат наличными, составляя при этом многие договорённости на словах и не исполняя их. Помимо этого совокупный убыток серии юридически зарегистрированных лиц, под которыми осуществляли работу девять собственных точек «Даблби», школа бариста, головной офис и производился импорт кофе, в том же году составил ₽30 000 000, в то время как выручка на тот момент составляла немногим более ₽300 000 000. В итоге разногласия Цфасман, возникавшие как с франчайзи, так и с сооснователями сети, привели к её увольнению мажоритарными акционерами с поста генерального директора, который был занят Сергеем Дашковым. На тот момент, согласно данным ряда источников, Анне принадлежало 14% бизнеса, а доля Ольги оценивалась в 11%. Сергей в свою очередь принял решение о введении в меню еды, смене логотипа и команды и перезапуске интернет-магазина на сайте «Даблби».
В сентябре 2020 года «Даблби» начала открывать кофейни в офисах крупных организаций. В декабре того же года представители «Даблби» объявили о запуске арт-проекта под названием Talk to Me, проведение которого происходило совместно с российской художницей Алисой Йоффе. В рамках этого проекта Алиса подготовила ряд иллюстраций, которые использовались для украшения стаканчиков, чашек, мерча и кофеень «Даблби».
В апреле 2021 года состоялся выход Глеба Смирнова из капитала ряда компаний, имеющих непосредственную связь с «Даблби», в связи с несоответствием взглядов на дальнейшее развитие сети у её владельцев. Согласно данным интернет-издания «Коммерсантъ», в результате этого события доли Смирнова перешли к Сергею Дашкову
Период с сентября по октябрь 2021 года ознаменовался для «Даблби» коллаборацией «#ещёлучше» с американской компанией по производству декоративной косметики Clinique. В это время посетители франшизы могли приобрести напитки, созданные специально для этого проекта, которые подавались в эксклюзивных дизайнерских стаканчиках вместе с тональным средством Even Better.
В сентябре 2022 года стало известно о коллаборации «Даблби» и бренд косметики Russian Beauty Guru, приуроченной к 875-летию Москвы. С ноября того же года было объявлено о запуске кофеен в формате take away «Даблби экспресс». Несколько месяцев спустя, в начале 2023 года, было запущено новое благотворительное сотрудничество «Привычка помогать» с городской платформой «Центр внимания».

## Общественное мнение

### Коммерческий успех
В 2016 году выручка «Даблби» составила ₽666 300 000. В 2017 году число вырученных средств возросло до ₽980 000 000, а уже к 2018 году — более ₽1 000 000 000.

### Награды
| Год  | Событие                              | Категория                                                  | Участник           | Должность   | Результат    | Прим.  |
| ---- | ------------------------------------ | ---------------------------------------------------------- | ------------------ | ----------- | ------------ | ------ |
| 2016 | World Barista Championship           | World Barista Championship                                 | Сергей Митрофанов  | Шеф-бариста | 21 место     | [ 26 ] |
| 2016 | Russian Barista Days                 | «Российский чемпионат бариста»                             | Сергей Митрофанов  | Шеф-бариста | 1 место      | [ 27 ] |
| 2016 | Russian Barista Days                 | «Российский чемпионат по обжарке»                          | Рената Екшикеева   | Обжарщик    | 1 место      | [ 27 ] |
| 2016 | Russian Barista Days                 | Russian Brewers Cup                                        | Дмитрий Бородай    | Обжарщик    | 1 место      | [ 27 ] |
| 2016 | World Coffee Roasting Championship   | World Coffee Roasting Championship                         | Дмитрий Бородай    | Обжарщик    | 2 место      | [ 28 ] |
| 2017 | Russian Barista Days                 | «Российский чемпионат бариста»                             | Лилия Гадельшина   | Бариста     | 2 место      | [ 29 ] |
| 2017 | Russian Barista Days                 | Russian Brewers Cup                                        | Дмитрий Бородай    | Обжарщик    | 1 место      | [ 29 ] |
| 2017 | Russian Barista Days                 | Russian Brewers Cup                                        | Сергей Митрофанов  | Бариста     | 2 место      | [ 29 ] |
| 2017 | Russian Barista Days                 | Russian Brewers Cup                                        | Калыйнур Акылбеков | Бариста     | 3 место      | [ 29 ] |
| 2017 | Russian Barista Days                 | Cup Testing                                                | Илья Хлызов        | н/д         | 1 место      | [ 29 ] |
| 2018 | Russian Barista Days                 | «Российский чемпионат бариста»                             | Лилия Гадельшина   | н/д         | 1 место      | [ 30 ] |
| 2018 | Russian Barista Days                 | «Российский чемпионат бариста»                             | Храмов Константин  | н/д         | 2 место      | [ 30 ] |
| 2018 | Russian Barista Days                 | «Российский чемпионат бариста»                             | Гуральник Максим   | н/д         | 3 место      | [ 30 ] |
| 2018 | Russian Barista Days                 | Cup Testing                                                | Илья Хлызов        | н/д         | 1 место      | [ 31 ] |
| 2018 | World Barista Championship           | World Barista Championship                                 | Лилия Гадельшина   | н/д         | 9 место      | [ 32 ] |
| 2019 | World Barista Championship           | World Barista Championship                                 | Константин Храмов  | н/д         | 9 место      | [ 33 ] |
| 2019 | Russian Barista Days                 | «Российский чемпионат бариста»                             | Константин Храмов  | н/д         | 1 место      | [ 34 ] |
| 2019 | Russian Barista Days                 | «Российский чемпионат бариста»                             | Сергей Митрофанов  | н/д         | 2 место      | [ 34 ] |
| 2019 | Russian Barista Days                 | Cup Testing                                                | Илья Хлызов        | н/д         | 1 место      | [ 35 ] |
| 2019 | Russian Barista Days                 | Brewers Cup                                                | Ябловская Виолетта | н/д         | 1 место      | [ 36 ] |
| 2019 | Russian Barista Days                 | Brewers Cup                                                | Лилия Гадельшина   | н/д         | 2 место      | [ 36 ] |
| 2019 | Russian Barista Days                 | Brewers Cup                                                | Маричев Дмитрий    | н/д         | 3 место      | [ 36 ] |
| 2020 | Russian Barista Days                 | Cup Testing                                                | Илья Хлызов        | н/д         | 1 место      | [ 37 ] |
| 2020 | Russian Barista Days                 | Aromaster                                                  | Алина Сатаева      | н/д         | 2 место      | [ 37 ] |
| 2021 | Russian Barista Days                 | «Отборочный чемпионат по латте-арту»                       | Вероника Шагова    | н/д         | 3 место      | [ 38 ] |
| 2022 | Coffee Tea Cacao Russian EXPO Awards | Russian Bean-to-Bar Chocolate Award, «Шоколад с добавками» | «Даблби»           | —           | Золотой знак | [ 39 ] |
| 2023 | Coffee Tea Cacao Russian EXPO Awards | Aeropress Battle                                           | Василий Цветков    | н/д         | 3 место      | [ 40 ] |